# Ceratodoryctes ceratus
Ceratodoryctes ceratus is een insect dat behoort tot de orde vliesvleugeligen (Hymenoptera) en de familie van de schildwespen (Braconidae). De wetenschappelijke naam van de soort werd voor het eerst geldig gepubliceerd door Belokobylskij, Iqbal & Austin in 2004.